# Savchenkoiana mokrzhitskae
Savchenkoiana mokrzhitskae is een tweevleugelige uit de familie Pediciidae. De soort komt voor in het Palearctisch gebied.
De wetenschappelijke naam voor de soort werd voor het eerst geldig gepubliceerd in 1977 door Evgeniy Nikolaevich Savchenko.